# Russell Means
Russell Charles Means — conegut en lakota com a Oyate Wacinyapi “treballa per a la gent” — (Pine Ridge, Dakota del Sud, 1939- Porcupine, 22 d'octubre de 2012) va ser un actor i activista d'ètnia sioux. Fou un dels caps de l'AIM el 1968-1972, raó per la qual fou empresonat sovint, i participà en els fets de Wounded Knee del 1973. El 1979 organitzà l'AIM a Dakota i fins i tot el 1987 intentà presentar-se a la presidència dels EUA. També va fer diversos actes de protesta el 1992. Ha fet d'actor a The Last of the Mohicans, Poltergeist, Natural Born Killers. El 2002 es presentà a les eleccions com a governador de Nou Mèxic i com a president de la reserva Oglala. El 1995 va escriure la seva autobiografia Where white men fear to tread.
Recolzant-se en tots els tractats signats amb els EUA, que aquests últims mai no han respectat, reivindica en nom del seu poble la propietat del Lakota, territori situat al nord-oest dels Estats Units d'Amèrica que comprèn regions de Nebraska, Dakota del Sud, Dakota del Nord, Montana i Wyoming. La nació lakota, de la qual van formar part, entre d'altres, els grans caps Bou Assegut i Cavall Boig, ha estat l'única de les nacions que mai va infligir una derrota a l'exèrcit americà en la Batalla de Little Big Horn el 1876 a Montana.

## Joventut
Russell Means, un sioux oglala, va néixer a la reserva de Pine Ridge el 1939. Els seus dos pares han estat educats a la Carlisle Indian Industrial School. El 1942, la família de Means es trasllada a la regió de la badia de San Francisco. Means entra a la San Leandro High School, i es diploma el 1958.

## Amb l'AIM
El 1968, Means s'uneix a l'American Indian Movement (AIM) i esdevé ràpidament un dels seus principals líders. El 1969, s'ajunta a un grup de natius per ocupar l'illa d'Alcatraz durant 19 mesos. És nomenat com a primer dirigent del grup el 1970. Més tard aquest mateix any, Means és un dels líders de l'ocupació per l'AIM del Mont Rushmore. El 1972, participa en l'ocupació per l'AIM del Bureau of Indian Affairs a Washington, i el 1973 encapçala l'ocupació de Wounded Knee, que és la més cèlebre acció del grup.
El 1974 Means és candidat per primera vegada a la presidència de la seva tribu Oglala Sioux, contra Dick Wilson. Encara que el resultat oficial doni Wilson vencedor per dos-cents vots, Means l'acusa de frau massiu i d'intimidació. Una investigació efectuada per un tribunal federal dona raó a Means i ordena un nou escrutini. Tanmateix el govern de Wilson es nega a executar aquesta decisió i el tribunal renuncia a fer aplicar el veredicte. El 1977 Means crea els despatxos del Consell dels tractats internacionals indis a les Nacions Unides i contribueix a crear importants institucions alternatives a la reserva de Pine Ridge, com l'estació de ràdio KILI i el centre mèdic Porcupine. En els anys 1980 l'AIM es divideix en diverses faccions rivals. Aquesta divisió es produeix després del suport de Means al grup indi miskito MISURATASA (anomenat més tard YATAMA) a Nicaragua. Means viatja a la costa Atlàntica de Nicaragua el 1985 i 1986 per aconseguir informació. En aquesta època el Gran Consell (Grand Governing Council) de l'AIM li demana que deixi de presentar-se com un dirigent de l'AIM, però altres parts del moviment li continuen donant suport i alineant-se amb les seves posicions.
El 1988, la facció dirigida pels germans Bellecourt declara que Means ha dimitit públicament de l'AIM almenys sis vegades, la primera el 1974. El 2004 el lloc internet de Means afirma que és membre del departament Colorado de l'AIM, que s'associa amb la facció rival. Means fa equip amb l'activista discutit Ward Churchill, que va entronitzar Means el 1987 en la campanya per la direcció del Partit Llibertari contra el diputat Ron Paul. És derrotat per Ron Paul que torna aleshores al Partit Republicà dels Estats Units.

## Els altres compromisos polítics
Des de finals dels anys 1970, Means ha donat suport sovint a causes polítiques llibertàries, pel que entra en conflicte amb altres líders de l'AIM. El 1986 Means viatja a Nicaragua per expressar el seu suport als indis miskito que havien anat amb els contras finançats pels Estats Units contra el govern nicaragüenc. El 1987 Means sol·licita la nominació del Partit llibertari per a la candidatura a la presidència dels Estats Units i obté un suport considerable al si d'aquest partit (acaba segon amb 31,41% dels vots), però és finalment vençut per Ron Paul.
El 2001 Means és candidat independent a l'elecció del Governador de Nou Mèxic, però és descartat de l'escrutini a causa de problemes de procediment. En lloc d'això, és de nou candidat a la presidència dels Sioux Oglagla amb l'ajuda de Twila Lebeaux. Elecció perduda per poc contra John Yellow Bird Steele.
Means lluita contra l'ús del terme de “nadiu americà”, ja que ell prefereix el d'“indi americà”. Sosté que l'ús de la paraula indi deriva no d'una confusió amb l'Índia sinó de l'expressió italiana In Dio, que significa en Déu.
Afirma igualment que, ja que els tractats i els altres documents legals utilitzen el terme d'“indi” i no el de “nadiu americà”, la utilització del terme indi pot ajudar el poble indi a omplir les llacunes jurídiques per tornar a la seva terra.
Després de la Declaració (no vinculant) de l'ONU sobre els Drets dels pobles indígenes, el setembre del 2007, un grup d'activistes indis americans presenta una carta al departament dels Estats Units demanant la retirada de tots els anteriors convenis amb el govern dels Estats Units, i arrencant un procés de contactes amb governs estrangers per sol·licitar el seu suport. El 20 de desembre de 2007 Means anuncia amb un petit grup de Sioux Lakota la retirada de tots els anteriors tractats amb el govern dels Estats Units. Means i una delegació d'activistes declara la independència de la República Lakota, amb una sobirania que s'estén sobre milers de quilòmetres quadrats a Dakota del Sud, Dakota del Nord, Nebraska, Wyoming i Montana. El lloc internet de la República Lakota afirma que el seu grup té el suport del que anomenen els consells tradicionals dels tractats de vuit comunitats.
Tanmateix admeten que la seva delegació no actua en nom dels governs tribals escollits, o com els anomena, en nom dels Indis IRA, o altres pobles lakota negant-se a ser lliures. Means afirma igualment que el seu grup no representa els col·laboracionistes, els indis vichystes i aquests governs tribals establerts pel govern dels Estats Units d'Amèrica, comparant els caps tribals al govern francès que va col·laborar amb els nazis durant l'Ocupació.
El 8 de gener 2008, dos caps de tribu Lakota emeten una declaració escrita contra tot projecte de rebuig dels anteriors tractats amb els Estats Units, partint del principi que l'aposta era el reforçament dels tractats existents.

## Carrera d'actor
Means comença la seva carrera d'actor el 1992, encarna el cap Chingachgook a The Last of the Mohicans. Té un paper important a Nascuts per matar (Natural Born Killers) i a Caravana a l'est (Wagons East). A Pocahontas  posa la seva veu al personatge del pare, Powhatan. La posa igualment al vídeojoc Under A Killing Moon.
El 1997 Means publica la seva autobiografia, Where White Men Fear to Tread (Allà on els homes blancs tenen por d'anar).

## Retrat de Warhol
Andy Warhol va pintar 18 retrats de Russel Means en la seva sèrie d'indis d'Amèrica. L'Institut d'Art de Dayton té un retrat de Means a la seva col·lecció.